# Repbäcken
Repbäcken is een plaats in de gemeente Borlänge in het landschap Dalarna en de provincie Dalarnas län in Zweden. De plaats heeft 230 inwoners (2005) en een oppervlakte van 68 hectare.

## Verkeer en vervoer
Bij de plaats loopt de E16/Riksväg 70.
De plaats heeft een goederenstation aan de spoorlijn Repbäcken - Särna.